# Герой ГДР
Геро́й Герма́нской Демократи́ческой Респу́блики (нем. Held der DDR) — высшая государственная награда и почётное звание в Германской Демократической Республике.

## История
Звание учреждено 26 октября 1975 года. Награда создана по образцу советского звания Герой Советского Союза. Звание Героя ГДР присваивалась за героические заслуги в создании ГДР, укрепления её обороноспособности и международного авторитета, а также за заслуги в борьбе с фашизмом. Награждённому вручалась Золотая звезда Героя ГДР, изготовленная из золота 960 пробы и бриллиантов, а с 1978 года одновременно и орден Карла Маркса. Звание Героя ГДР не упразднялось и перестало существовать одновременно с прекращением существования ГДР в 1990 году.
В отличие от СССР, звание Героя ГДР являлось исключительно редкой наградой. Всего совершено 17 награждений. При этом одному лицу оно было присвоено трижды — Л. И. Брежневу — и четверым лицам дважды. Таким образом, всего это звание присвоено 11 лицам — 6 гражданам ГДР и 5 гражданам СССР. За исключением четверых космонавтов, все награждённые — высшие руководители государства и вооружённых сил.

## Список Героев ГДР
- 28 ноября 1975 — Хайнц Гофман (1910—1985), генерал армии ГДР, Министр обороны ГДР;
- 1 декабря 1975 — Эрих Мильке (1907—2000), генерал-полковник, Министр государственной безопасности ГДР;
- 1 декабря 1975 — Фридрих Диккель (1913—1993), генерал-полковник, Министр внутренних дел ГДР;
- 13 декабря 1976 — Леонид Ильич Брежнев (1906—1982), Маршал Советского Союза, Генеральный секретарь ЦК КПСС;
- 21 сентября 1978 — Зигмунд Йен (1937—2019), лётчик-космонавт ГДР, подполковник;
- 21 сентября 1978 — Быковский, Валерий Фёдорович (1934—2019), лётчик-космонавт СССР, полковник;
- 2 ноября 1978 — Ковалёнок, Владимир Васильевич (род. 1942), лётчик-космонавт СССР, полковник;
- 2 ноября 1978 — Иванченков, Александр Сергеевич (род. 1940), лётчик-космонавт СССР;
- 18 декабря 1979 — Леонид Ильич Брежнев (повторное награждение);
- 28 ноября 1980 — Хайнц Гофман (повторное награждение);
- 18 декабря 1981 — Леонид Ильич Брежнев (третье награждение);
- 2 августа 1982 — Эрих Хонеккер (1912—1994), Председатель Государственного Совета ГДР, Генеральный секретарь ЦК СЕПГ.
- 28 декабря 1982 — Эрих Мильке, генерал армии (повторное награждение);
- 9 декабря 1983 — Фридрих Диккель (повторное награждение);
- 9 июля 1984 — Вилли Штоф (1914—1999), генерал армии, Председатель Совета Министров ГДР;
- 14 мая 1985 — Тихонов, Николай Александрович (1905—1997), Председатель Совета Министров СССР;
- 25 августа 1987 — Эрих Хонеккер (1912—1994), Председатель Государственного Совета ГДР, Генеральный секретарь ЦК СЕПГ (повторное награждение).